# Ajo Motorsport
A Ajo Motorsport é uma equipe de motociclismo finlandesa que participa no campeonato do mundo de Moto2 e Moto3. 

## História
Fundada pelo ex-piloto Aki Ajo, debutou em 2001.